# Screwdriver
Screwdriver (doslova šroubovák) je označení používané v anglicky mluvících zemích pro vodku smíchanou s pomerančovou šťávou, obvykle v poměru 1:2. Za svůj název vděčí americkým naftařům pracujícím v arabských zemích, kteří obcházeli tamní přísné protialkoholní předpisy tím, že lili vodku do plechovek s džusem a míchali směs šroubovákem.
Screwdriver patří mezi koktejly oficiálně uznávané Mezinárodní barmanskou asociací (IBA). Podává se s ledem a pije se slámkou. Existují také různé obměny základního receptu:
- Gimlet (doslova nebozez) je směs ginu a limetkové šťávy.
- Americký screwdriver — vodka je nahrazena bourbonem
- Italský screwdriver — galliano místo vodky
- Kubánský screwdriver — rum místo vodky
- Sonický screwdriver — k džusu a vodce se přidá Curacao likér (pojmenován podle fiktivního přístroje ze seriálu Pán času)